# Sirens (메이 제일러의 음반)
“Sirens”는 미국의 싱어송라이터 라나 델 레이가 메이 제일러라는 가명으로 활동할 2006년 당시 녹음한 미발매 데모 음반이다. 2012년 5월 유튜브에 유출되었다.

## 작곡
전곡이 어쿠스틱 트랙으로 구성되어 있으며, “Born to Die”에서 나왔던 힙합 비트와 전자 소리, 실험적인 음악이 존재하지 않는다. 보컬은 그라놀라 스타일"이다. 대부분의 곡은 같은 템포를 가지고 있다.

## 트랙 리스트
전체 작사·작곡: 엘리자베스 그랜트
| #            | 제목                                          | 재생 시간 |
| ------------ | --------------------------------------------- | --------- |
| 1.           | 〈For K〉 (Part 1) (also known as "Drive-By") | 2:44      |
| 2.           | 〈Next to Me〉                                | 2:41      |
| 3.           | 〈A Star for Nick〉                           | 2:43      |
| 4.           | 〈My Momma〉                                  | 3:25      |
| 5.           | 〈Bad Disease〉                               | 3:42      |
| 6.           | 〈Out with a Bang〉                           | 3:19      |
| 7.           | 〈Dear Elliot〉                               | 4:33      |
| 8.           | 〈Try Tonight〉                               | 3:35      |
| 9.           | 〈Peace〉                                     | 5:48      |
| 10.          | 〈How Do You Know Me So Well?〉               | 3:59      |
| 11.          | 〈Pretty Baby〉                               | 3:39      |
| 12.          | 〈Aviation〉                                  | 3:11      |
| 13.          | 〈Move〉                                      | 4:13      |
| 14.          | 〈Junky Pride〉                               | 2:52      |
| 15.          | 〈Birds of a Feather〉                        | 2:46      |
| 총 재생 시간 | 총 재생 시간                                  | 53:17     |